# ユカリア
株式会社ユカリアとは、病院の運営支援と経営支援、介護施設の運営および紹介、デジタルテクノロジーの提供などを行う企業である。
2022年5月に株式会社キャピタルメディカから社名変更した。

## 概要
2005年に設立された、医療機関向けマネージメント業務を請け負うメディカルマネジメント研究所を始まりとする。
2008年から、子会社ライラックメディカルで医療品・医療材料・高額医療機器を、子会社シンシアではコンタクトレンズの取り扱いを始め、さらに人事、会計業務、病院不動産事業、画像診断施設運営、臨床試験業務、介護施設業務と、次々事業を拡大。
2013年に海外進出を本格化し、アジア地域での病院・介護施設の開設に着手。2014年、双日との資本業務提携を締結した（その後提携は解消）。
2015年には、ヒューリック株式会社と資本業務提携を締結した。ヒューリック社の不動産ノウハウとキャピタルメディカ（当時）の病院運営・経営支援のノウハウ相互を共有し、国内の医療関連施設の建て替えを行なっていく。両社協業の1号案件は北海道札幌市の「新札幌豊和会病院」（その後提携は解消）。
2016年12月に子会社の株式会社シンシアが東京証券取引所マザーズに上場した。さらに、2017年12月にはマザーズから東証一部へ市場変更した。
2022年5月、社名を「株式会社ユカリア」に変更した。
2024年12月12日に東京証券取引所グロース市場に上場。
また、経済産業省によって2022年から健康経営優良法人に認定されている。

## 著書
- 日本医療企画「病院経営のしくみ2」
- 技術情報協会「治験における「過剰／無駄」なQCの実例とその対策」
- ナツメ社「病院の仕事としくみ」
- 第二地方銀行協会「リージョナル バンキング」2008年10月号
- 綜合ユニコム「ヘルスケア・病院資産の投資評価と再生の実務」
- 幻冬舎「病院経営＋失敗の法則」